# Lijst van kastelen in Groningen
Dit is een lijst van kastelen en borgen in de Nederlandse provincie Groningen. In de lijst zijn alleen die kastelen en voormalige kastelen opgenomen die verdedigbaar waren of zo bedoeld zijn, en voor bewoning bestemd waren. Een deel van de kastelen in de lijst is een landhuis dat gebouwd is op de fundamenten van een (verdwenen) kasteel.
| Kasteel                   | Plaats         | Gemeente         | Bouwperiode | Type | Huidige staat            | Toegankelijk | Afbeelding |
| ------------------------- | -------------- | ---------------- | ----------- | ---- | ------------------------ | ------------ | ---------- |
| Allersma                  | Ezinge         | Westerkwartier   |             |      |                          | ja           |            |
| Asingaborg                | Middelstum     | Loppersum        |             |      |                          |              |            |
| Aylbada                   | Uithuizen      | Het Hogeland     |             |      | verdwenen                |              |            |
| Het Bolwerk               | Noordlaren     | Groningen        |             |      | restanten                |              |            |
| Breedenborg               | Warffum        | Het Hogeland     |             |      |                          | nee          |            |
| Cortinghuis               | Groningen      | Groningen        |             |      | restanten                |              |            |
| Dijkumborg                | Dijkum         |                  |             |      | restanten                |              |            |
| Dijksterhuis              | Pieterburen    | Het Hogeland     |             |      | verdwenen                |              |            |
| Ennemaborg                | Midwolda       | Oldambt          |             |      |                          | ja           |            |
| Ewsum                     | Middelstum     | Loppersum        |             |      | restanten                |              |            |
| Fraeylemaborg             | Slochteren     | Midden-Groningen |             |      | verbouwd                 | ja           |            |
| Gronenburg                | Groningen      | Groningen        |             |      | verdwenen                |              |            |
| Piloersema of Hamsterborg | Den Ham        | Westerkwartier   |             |      |                          | ja           |            |
| Hanckemaborg              | Zuidhorn       | Westerkwartier   |             |      | verdwenen                |              |            |
| Harssens                  | Harssens       | Het Hogeland     |             |      | reliëf herkenbaar        |              |            |
| Iwema Steenhuis           | Niebert        | Westerkwartier   |             |      |                          |              |            |
| Lellens                   | Lellens        | Groningen        |             |      | verdwenen                |              |            |
| Menkemaborg               | Uithuizen      | Het Hogeland     |             |      | verbouwd                 | ja           |            |
| Nienoord                  | Leek           | Westerkwartier   |             |      |                          | ja           |            |
| Nittersum                 | Stedum         | Loppersum        |             |      | gracht zichtbaar         |              |            |
| Onstaborg                 | Sauwerd        | Het Hogeland     |             |      | gracht zichtbaar         |              |            |
| Pekelborg                 | Oude Pekela(?) | Pekela           |             |      | verdwenen                |              |            |
| Scheltkema-Nijenstein     | Zandeweer      | Het Hogeland     |             |      | verdwenen                |              |            |
| Selwerd                   | Selwerd        | Groningen        |             |      | reliëf zichtbaar         |              |            |
| Takuma                    | Uithuizen      | Het Hogeland     |             |      | verdwenen                |              |            |
| Verhildersum              | Leens          | Het Hogeland     |             |      | verbouwd                 | ja           |            |
| Vrydemahuis               | Groningen      | Groningen        |             |      | verdwenen                |              |            |
| Walkuma                   | Garsthuizen    | Eemsdelta        | vóór 1381   |      | verdwenen; rijksmonument |              |            |
| Wedderborg                | Wedde          | Bellingwedde     |             |      |                          | op verzoek   |            |
| Weerdenbras               | Glimmen        | Groningen        |             |      | restanten                |              |            |
| Burcht van Wolfsbarge     | Wolfsbarge     | Midden-Groningen | vóór 1250   |      | verdwenen                |              |            |